# Venus (zespół muzyczny)
Venus – polski zespół muzyczny z gatunku disco polo, powstały w 1996 roku w Warszawie. Wokalistką grupy była Anna Mazurkiewicz (Niedziałkowska), wspomagana przez muzyków.

## Historia
Zespół wydał swoją pierwszą płytę pt. Szukaj serca w 1996 roku. Spotkała się ona z dużym sukcesem i została nagrodzona złotą płytą przyznaną przez wydawnictwo FFH STD, a zespół otrzymał statuetkę za debiut roku od redakcji miesięcznika Super Disco i programu muzycznego Disco Relax. Ich kolejny album, Nasza nastolatka zawierał przebój „Ja i ty” z popularnym teledyskiem nagranym w Tunezji. W 1998 roku projekt Venus jako zespół rozwiązał się, lecz Niedziałkowska kontynuowała karierę jako solistka pod pseudonimem Venus. Wydała album Magiczne miejsca z teledyskiem do tytułowej piosenki nakręconym na Wyspach Kanaryjskich. W 1999 roku wydała płytę Zakazany owoc zawierającą covery polskich przebojów z lat 60., 70. i 80., która okazała się dużym sukcesem. W kolejnym roku wydała dwa krążki: Kawiarenki, także zawierającym przeróbki znanych piosenek z poprzednich dekad, oraz album z kolędami. W 2002 roku do składu Venus dołączyli nowi muzycy, a zespół wydał płytę Szukaj mnie. Był to jednocześnie ostatni album wydany pod nazwą Venus.
W 2018 roku zespół Venus został reaktywowany, a w mediach społecznościowych pojawiły się dwie nowe piosenki wraz z teledyskami: Jak mam zapomnieć oraz Wciąż mi powtarzasz.

## Skład
- Anna Mazurkiewicz (Niedziałkowska)  – śpiew, muzyka i teksty (1996-2002, 2018–)
- Tomasz Gałkowski  – instrumenty klawiszowe, aranżacje (1996-1998)
- Bogdan Oziębły  – instrumenty klawiszowe (1997-1998)
- Aneta Sibera – śpiew (1999-2000)
- Bogdan Walaszek – instrumenty klawiszowe, aranżacje (2002)
- Patryk Pegza – instrumenty klawiszowe, aranżacje (2002)
- Ryszard Zych – gitara (2002)

## Dyskografia
- 1995: Czekam na Ciebie (wyd. MiL)
- 1996: Szukaj serca (wyd. STD)
- 1997: Nasza nastolatka (wyd. STD)
- 1997: Pamiętaj (Venus i Przyjaciele) (wyd. STD)
- 1998: Magiczne miejsca (wyd. STD)
- 1999: The Best of Venus (wyd. STD)
- 1999: Zakazany owoc (wyd. STD)
- 2000: Kawiarenki (wyd. STD)
- 2000: Najpiękniejsze kolędy (wyd. STD)
- 2001: Tyle słońca... (wyd. STD)
- 2002: Szukaj mnie (wyd. STD)
- 2004: The Best Of (wyd. Gold Records Poland)